# Övralid
Övralid är en herrgård i Västra Ny socken, Motala kommun i Östergötland. Den restes 1923–1925 av Verner von Heidenstam och är sedan 1980 förklarad som byggnadsminne.

## Historik
Övralid var diktaren Verner von Heidenstams hem 1925–1940. Han levde här med danskan Kate Bang samt två hushållerskor; Ida Eriksson och Frida Andersson. I ett närbeläget torp bodde gårdens "alltiallo", Hjalmar Sandell. Huvudbyggnaden är vitputsad träbyggnad i två våningar uppförd i en stram arkitektur efter ritningar av skalden själv i samarbete med en byggmästare Egir i Skänninge. Marken köptes 1923 varpå uppförandet av byggnaden påbörjades. Inflyttning skedde på hösten 1925. 
Här tillbringade Heidenstam sina sista levnadsår, på en höjd nära sjön Vättern. Framför byggnaden finns ett körsbärsträd och en terrass, där man vid klart väder kan se Västergötland och Närke. Strax söder om terrassen finns skaldens grav. 
Till egendomen hör även ytterligare hus, bland annat gamla Övra Lid gård (Heidenstam ändrade namnet till Övralid) och "Farfarsstugan". Dessa bostadshus är enkelstugor i trä med två våningar, och de är faluröda till färgen, en kontrast till Heidenstams skapelse. Efter Heidenstams död har den ursprungliga stora markarealen sålts av. Gården drivs idag av Stiftelsen Övralid, som grundades enligt Heidenstams testamente. Huset visas med guidade turer och i det gamla garaget finns en liten butik. I Farfarsstugan ligger idag ett kafé.

## Interiören
Husets interiör står så gott som oförändrad sedan författarens död 1940 och hans möbler och föremål finns bevarade på plats. 
Byggnaden består på bottenvåningen av bibliotek, arbetsrum, matsal samt köksavdelning. Övervåningen består av sex sovrum. Kate Bang hade här en egen svit med arbetsrum och sängkammare. Bland de gästrum som finns kan nämnas det Kinesiska rummet, vari Sven Hedin alltid bodde då han besökte Övralid. Prins Eugen kom ofta på besök och brukade då bo i det rosa rummet, kallat Prinsrummet. Samtliga rum har utsikt över Vättern, men det så kallade Skogsrummet ligger på baksidan och har utsikt mot skogen. Där har både Carl Milles och Albert Engström övernattat. Även på vindsvåningen finns tre mindre sovrum, där Kate Bangs barn Jörgen och Karen kunde bo då de var på besök.

## Övralidsdagen
Vid Övralid firas årligen den 6 juli, på Heidenstams födelsedag, Övralidsdagen. Då delas Övralidspriset ut, vartannat år till en framstående författare och vartannat till en framstående forskare eller kulturpersonlighet. Dagen firas traditionsenligt med sång och musik vid diktarens grav, där kransar läggs ned. Årets Heidenstamstipendiat håller ett minnestal över skalden och tilldelas en summa på 300 000 kronor (2019).
Efter den officiella tillställningen går pristagaren samt Stiftelsen Övralids styrelse in i huset för att äta en middag bestående av Heidenstams trerätters födelsedagsmeny, som består av röding från Vättern, kyckling samt jordgubbar.

## Galleri

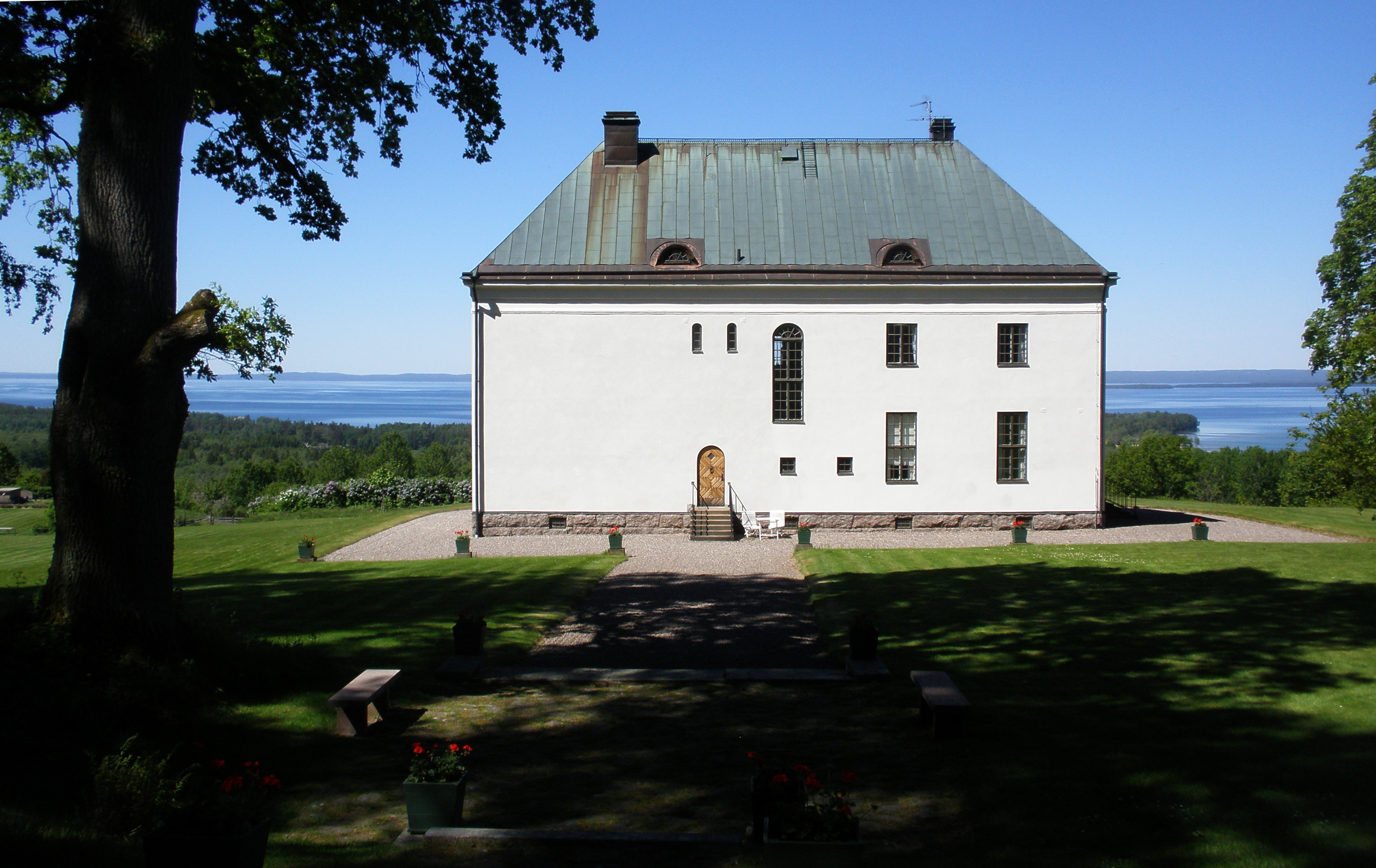
Huset ligger med utsikt över hela norra delen av Vättern.
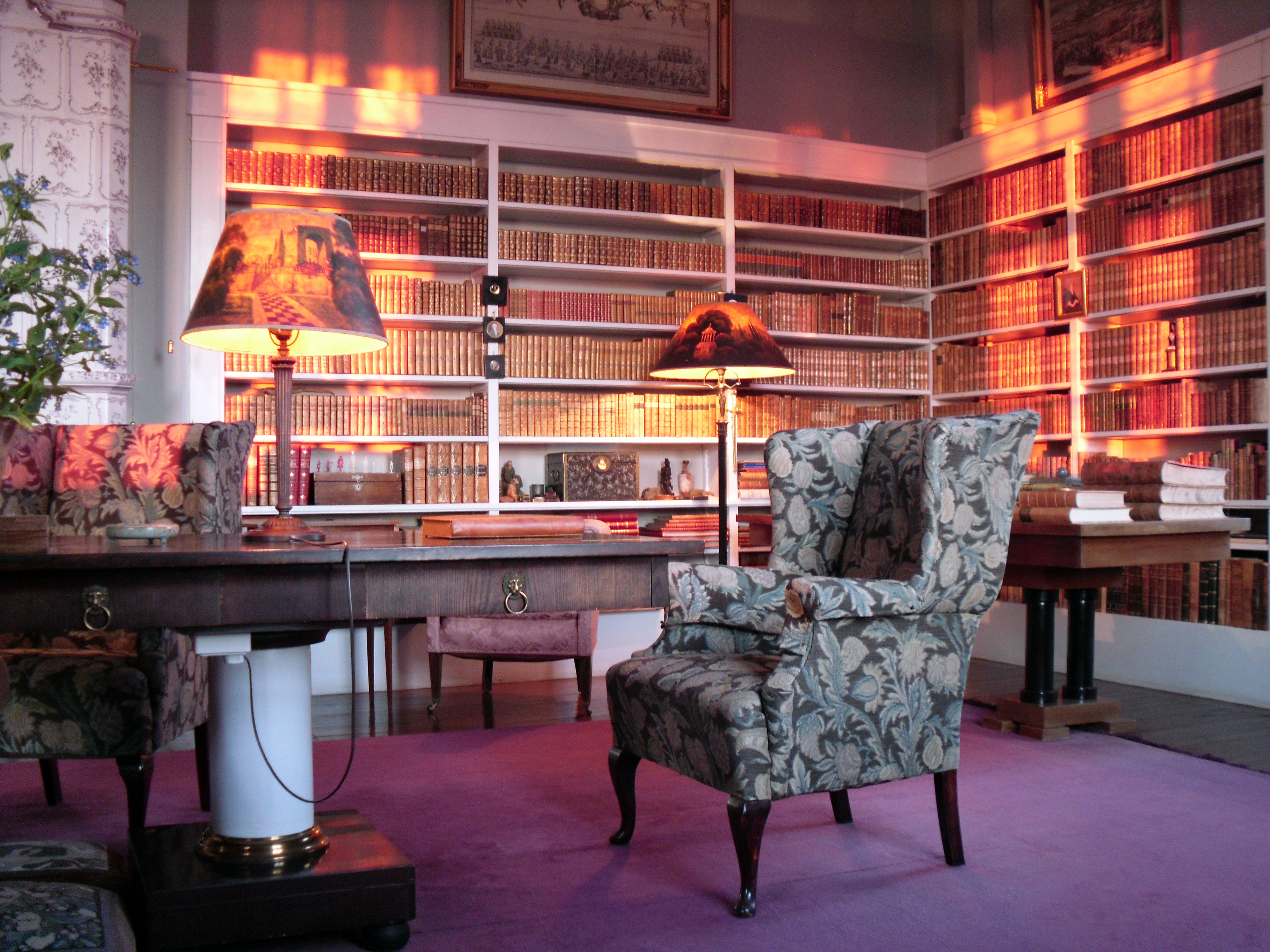
Övralids bibliotek
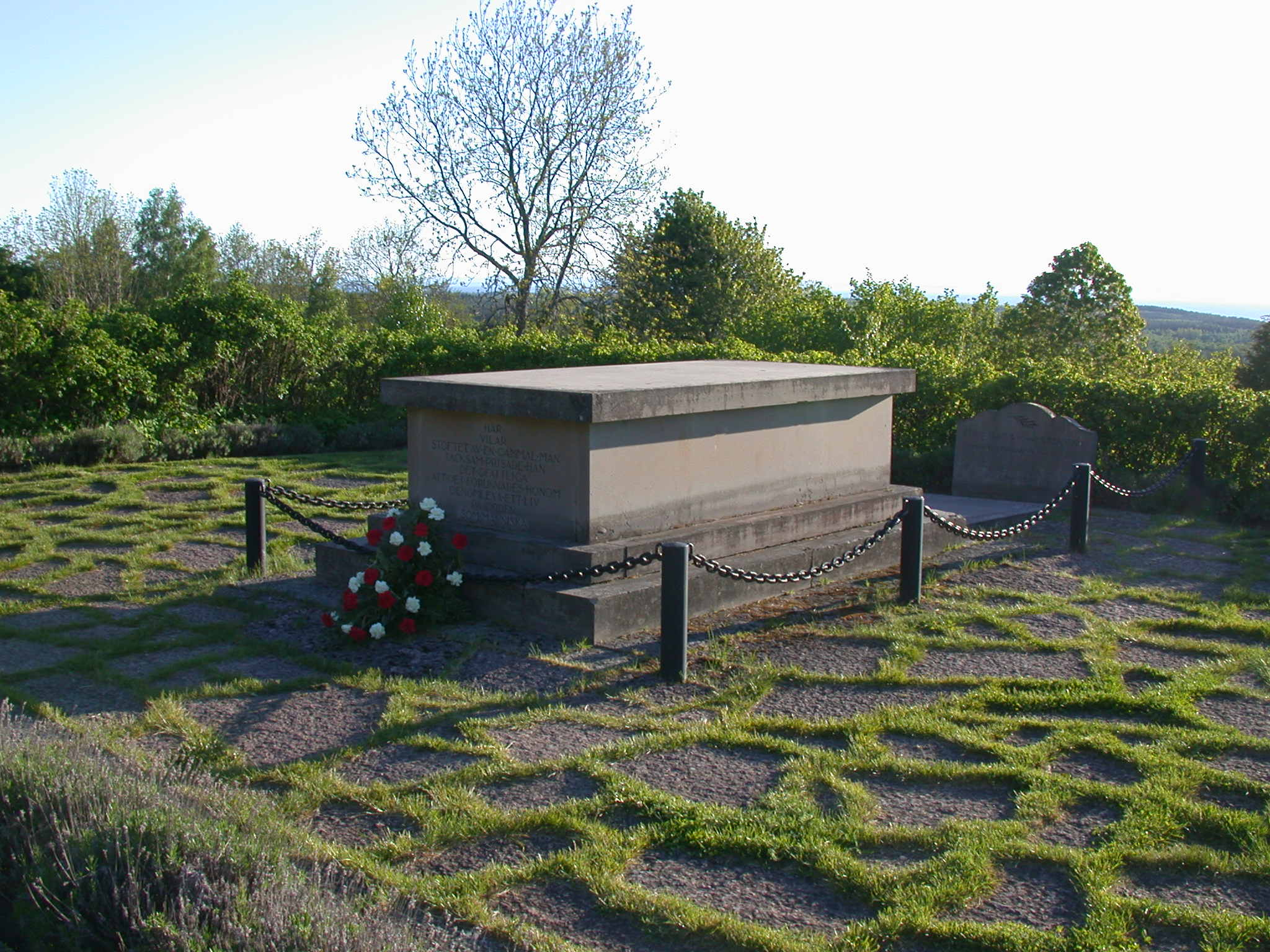
Verner von Heidenstams gravvård, på en terrass framför Övralids huvudbyggnad
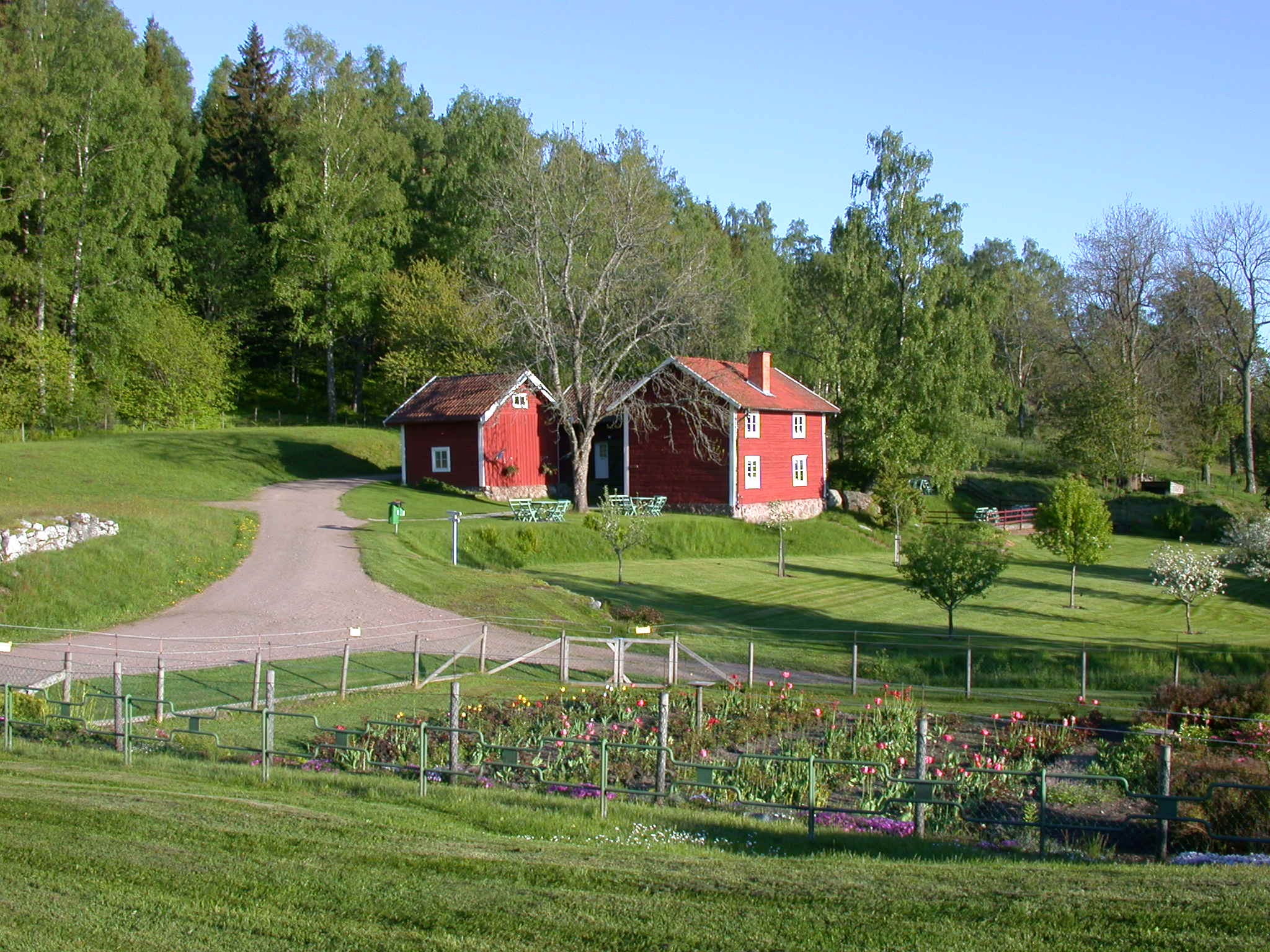
Farfarsstugan